# لی جین وو
لی جین وو (کره‌ای: 이진우؛ زادهٔ ۲۵ ژانویه ۱۹۶۹) بازیگر اهل کره جنوبی است.

## فیلم‌شناسی
گزیده فیلم‌شناسی
- پادشاه و ملکه (۱۹۹۸)
- امپراتریس میونگ‌سونگ (۲۰۰۱)
- شاه سجونگ بزرگ (۲۰۰۸)
- امپراتور آهن (۲۰۰۹)
- رؤیای فرمانروای بزرگ (۲۰۱۲)